# چستفیلد
چستفیلد (به انگلیسی: Chestfield) یک روستا و محله مدنی در بریتانیا است که در شهر کنتربری واقع شده‌است. چستفیلد ۷٫۹۴ کیلومتر مربع مساحت و ۳٬۲۱۴ نفر جمعیت دارد.